# Roger Asselberghs
Roger Asselberghs (* 13. Mai 1925 in Antwerpen; † 26. Oktober 2013) war ein belgischer Jazzmusiker (Saxophon und Klarinette).

## Leben und Wirken
Asselberghs stammte aus einer Musikerfamilie und lernte zunächst Flöte, Mundharmonika und Klavier. Mit dem Jazz kam er durch die Schallplatten von Benny Goodman, Count Basie und Artie Shaw in Berührung. Daraufhin entschied er sich für die Klarinette, die er autodidaktisch lernte. 1944 spielte er im Orchester des Gitarristen Marcel Bossu, danach im Quartett von Coco Colignon. Mit seinem Freund Jack Sels wurde er 1945 Mitglied im Oktett von Mickey Bunner. 1946/47 spielte er in Lüttich u. a. mit René Thomas, Bobby Jaspar und Jacques Pelzer.
Nach Ableistung seines Militärdienstes 1948/49 spielte er im Jack Sels Orchester Bop-Afro-Cubain Baritonsaxophon. In den folgenden Jahren begleitete er durchreisende Musiker wie Sidney Bechet, Roy Eldridge, James Moody, Kenny Clarke und Buck Clayton; 1952 tourte er mit Dizzy Gillespie, Jacques Brel und Sacha Distel. Nach mehreren Jahren im Sels-Orchester wurde er 1957 Mitglied im Belgischen Rundfunkorchester unter der Leitung von Léo Souris und tourte mit Les jeunesses Musicales mit Souris, Benoît Quersin, Jacques Pelzer, Herman Sandy und Johnny Peret durch Afrika. Im Bereich des Jazz war er zwischen 1950 und 1958 an zehn Aufnahmesessions beteiligt, u. a. bei Sidney Bechet (1951), Jack Sels und Taps Miller.